# A Kínai Köztársaság közigazgatási egységei
A Kínai Köztársaság legfelsőbb szintű közigazgatási egysége a tartomány, ez azonban mára már névlegessé vált. A két névleges tartomány Tajvan tartomány (Tajvan és Penghu, valamint néhány kisebb sziget) és Fucsien (Fujian) tartomány (Csinmen (Kinmen), Macu (Matsu) és néhány más kisebb sziget). Az országnak korábban két tartományi szintű városa volt, Tajpej és Kaohsziung (Kaohsiung), 2010. december 25-től ezek száma ötre emelkedett, Hszinpej (Xinbei), Tajnan (Tainan) és Tajcsung (Taichung) tartományi szintű rangra emelésével. Az életbe lépő új változtatások alapján a tartományokon és a tartományi rangú városokon kívül 14 megyét és 157 kerületet alakítottak ki. A tajvani közigazgatási rendszer különbséget tesz a tartományi városok, a megyei városok, az úgynevezett városkörzetek (urban township) és falukörzetek (rural township) között.

## Közigazgatási egységek
| Szint            | 1.                                                          | 2.                                                          | 3.                                                    | 4.           | 5.           |
| ---------------- | ----------------------------------------------------------- | ----------------------------------------------------------- | ----------------------------------------------------- | ------------ | ------------ |
| Felosztás típusa | tartományi szintű város (直轄市 csehsziasi (zhíxiáshì)) (6) | tartományi szintű város (直轄市 csehsziasi (zhíxiáshì)) (6) | kerület (區 csü (qū)) (170)                           | 里 li (lǐ)   | 鄰 lin (lín) |
| Felosztás típusa | tartomány (省 seng (shěng)) (2)                             | tartományi város (市 si (shì)) (3)                          | kerület (區 csü (qū)) (170)                           | 里 li (lǐ)   | 鄰 lin (lín) |
| Felosztás típusa | tartomány (省 seng (shěng)) (2)                             | megye (縣 hszien (xiàn)) (13)                               | megyei város (縣轄市 hszienhsziasi (xiànxiáshì)) (13) | 里 li (lǐ)   | 鄰 lin (lín) |
| Felosztás típusa | tartomány (省 seng (shěng)) (2)                             | megye (縣 hszien (xiàn)) (13)                               | városkörzet (鎮 csen (zhèn)) (39)                     | 里 li (lǐ)   | 鄰 lin (lín) |
| Felosztás típusa | tartomány (省 seng (shěng)) (2)                             | megye (縣 hszien (xiàn)) (13)                               | falukörzet (鄉 hsziang (xiāng)) (146)                 | 村 cun (cūn) | 鄰 lin (lín) |
| Összesen         | 22                                                          | 22                                                          | 368                                                   |              |              |

| #                                                                  | Átírás*                                                            | Kínai írással                                                      | Hanjü pinjin                                                       | Népesség                                                           | Terület (km2)                                                      | Székhely                                                            | Székhely                                                           | Térkép |
| ------------------------------------------------------------------ | ------------------------------------------------------------------ | ------------------------------------------------------------------ | ------------------------------------------------------------------ | ------------------------------------------------------------------ | ------------------------------------------------------------------ | ------------------------------------------------------------------- | ------------------------------------------------------------------ | --- |
| Első szint: Tartományok (省) és tartományi szintű városok (直轄市) | Első szint: Tartományok (省) és tartományi szintű városok (直轄市) | Első szint: Tartományok (省) és tartományi szintű városok (直轄市) | Első szint: Tartományok (省) és tartományi szintű városok (直轄市) | Első szint: Tartományok (省) és tartományi szintű városok (直轄市) | Első szint: Tartományok (省) és tartományi szintű városok (直轄市) | Első szint: Tartományok (省) és tartományi szintű városok (直轄市)  | Első szint: Tartományok (省) és tartományi szintű városok (直轄市) | 12345678910111213141516171819202122 |
|                                                                    | Tajvan tartomány                                                   | 臺灣省，台灣省                                                     | Táiwān Shěng                                                       | 9 265 538                                                          | 26 328,9960                                                        | Csunghszing (Zhongxing)                                             | 中興新村                                                           | 12345678910111213141516171819202122 |
|                                                                    | Fucsien tartomány (Fujian tartomány (Tajvan))                      | 福建省                                                             | Fújiàn Shěng                                                       | 105 074                                                            | 182,6600                                                           | Csincseng (Jincheng)                                                | 金城鎮                                                             | 12345678910111213141516171819202122 |
| 1                                                                  | Kaohsziung (Kaohsiung)                                             | 高雄市                                                             | Gāoxióng Shì                                                       | 2 771 177                                                          | 2946,2671                                                          | Lingja kerület (Lingya kerület) Fengsan kerület (Fengshan District) | 苓雅區 鳳山區                                                      | 12345678910111213141516171819202122 |
| 2                                                                  | Hszinpej (Xinbei)                                                  | 新北市                                                             | Xīnběi Shì                                                         | 3 880 743                                                          | 2052,5667                                                          | Pancsiao kerület (Banqiao kerület)                                  | 板橋區                                                             | 12345678910111213141516171819202122 |
| 3                                                                  | Tajcsung (Taichung)                                                | 臺中市，台中市                                                     | Táizhōng Shì                                                       | 2 639 064                                                          | 2214,8968                                                          | Hszitun kerület (Xitun kerület)                                     | 西屯區                                                             | 12345678910111213141516171819202122 |
| 4                                                                  | Tajnan (Tainan)                                                    | 臺南市，台南市                                                     | Táinán Shì                                                         | 1 875 014                                                          | 2191,6531                                                          | Anping kerület Hszinjing kerület (Xinying kerület)                  | 安平區 新營區                                                      | 12345678910111213141516171819202122 |
| 5                                                                  | Tajpej                                                             | 臺北市，台北市                                                     | Táiběi Shì                                                         | 2 603 651                                                          | 271,7997                                                           | Hszinji kerület (Xinyi kerület)                                     | 信義區                                                             | 12345678910111213141516171819202122 |
| 6                                                                  | Taojüan (Taoyuan megye)                                            | 桃園市                                                             | Táoyuán Shì                                                        | 2 092 977                                                          | 1220,9540                                                          | Taojüan (Taoyuan)                                                   | 桃園區                                                             | 12345678910111213141516171819202122 |
| Második szint: tartományi városok (市) és megyék (縣)              |                                                                    |                                                                    |                                                                    |                                                                    |                                                                    |                                                                     |                                                                    | 12345678910111213141516171819202122 |
| Tajvan tartomány                                                   |                                                                    |                                                                    |                                                                    |                                                                    |                                                                    |                                                                     |                                                                    | 12345678910111213141516171819202122 |
| 7                                                                  | Csiaji (Chiayi)                                                    | 嘉義市                                                             | Jiāyì Shì                                                          | 273 639                                                            | 60,0256                                                            | Keleti kerület                                                      | 東區                                                               | 12345678910111213141516171819202122 |
| 8                                                                  | Hszincsu (Hsinchu)                                                 | 新竹市                                                             | Xīnzhú Shì                                                         | 413 317                                                            | 104,1526                                                           | Északi kerület                                                      | 北區                                                               | 12345678910111213141516171819202122 |
| 9                                                                  | Csilung (Keelung)                                                  | 基隆市                                                             | Jīlóng Shì                                                         | 387 207                                                            | 132,7589                                                           | Csungcseng kerület (Zhongzheng kerület)                             | 中正區                                                             | 12345678910111213141516171819202122 |
| 10                                                                 | Csanghua megye (Changhua megye)                                    | 彰化縣                                                             | Zhānghuà Xiàn                                                      | 1 311 188                                                          | 1074,3960                                                          | Csanghua (Changhua)                                                 | 彰化市                                                             | 12345678910111213141516171819202122 |
| 11                                                                 | Csiaji megye (Chiayi megye)                                        | 嘉義縣                                                             | Jiāyì Xiàn                                                         | 546 386                                                            | 1820,3149                                                          | Tajpao (Taibao)                                                     | 太保市                                                             | 12345678910111213141516171819202122 |
| 12                                                                 | Hszincsu megye (Hsinchu megye)                                     | 新竹縣                                                             | Xīnzhú Xiàn                                                        | 512 147                                                            | 1427,5369                                                          | Csupej (Zhubei)                                                     | 竹北市                                                             | 12345678910111213141516171819202122 |
| 13                                                                 | Hualien megye                                                      | 花蓮縣                                                             | Huālián Xiàn                                                       | 340 705                                                            | 4628,5714                                                          | Hualien                                                             | 花蓮市                                                             | 12345678910111213141516171819202122 |
| 14                                                                 | Miaoli megye                                                       | 苗栗縣                                                             | Miáolì Xiàn                                                        | 561 392                                                            | 1820,3149                                                          | Miaoli                                                              | 苗栗市                                                             | 12345678910111213141516171819202122 |
| 15                                                                 | Nantou megye                                                       | 南投縣                                                             | Nántóu Xiàn                                                        | 529 767                                                            | 4106,4360                                                          | Nantou                                                              | 南投市                                                             | 12345678910111213141516171819202122 |
| 16                                                                 | Penghu megye                                                       | 澎湖縣                                                             | Pénghú Xiàn                                                        | 96 455                                                             | 141,0520                                                           | Makung (Magong)                                                     | 馬公市                                                             | 12345678910111213141516171819202122 |
| 17                                                                 | Pingtung megye                                                     | 屏東縣                                                             | Píngdōng Xiàn                                                      | 880 550                                                            | 2775,6003                                                          | Pingtung                                                            | 屏東市                                                             | 12345678910111213141516171819202122 |
| 18                                                                 | Tajtung megye (Taitung megye)                                      | 臺東縣，台東縣                                                     | Táidōng Xiàn                                                       | 232 491                                                            | 3515,2526                                                          | Tajtung (Taitung)                                                   | 臺東市                                                             | 12345678910111213141516171819202122 |
| 19                                                                 | Jilan megye (Yilan megye)                                          | 宜蘭縣                                                             | Yílán Xià                                                          | 461 592                                                            | 2143,6251                                                          | Jilan (Yilan)                                                       | 宜蘭市                                                             | 12345678910111213141516171819202122 |
| 20                                                                 | Junlin megye (Yunlin megye)                                        | 雲林縣                                                             | Yúnlín Xiàn                                                        | 721 121                                                            | 1290,8326                                                          | Touliu (Douliu)                                                     | 斗六市                                                             | 12345678910111213141516171819202122 |
| Fucsien (Fujian) tartomány                                         | Fucsien (Fujian) tartomány                                         | Fucsien (Fujian) tartomány                                         | Fucsien (Fujian) tartomány                                         | Fucsien (Fujian) tartomány                                         | Fucsien (Fujian) tartomány                                         | Fucsien (Fujian) tartomány                                          | Fucsien (Fujian) tartomány                                         | = tartományi szintű város (直轄市) = tartományi város (省轄市 or 市) = megye (縣) * A közigazgatási egység saját hivatalos átírása (Wade–Giles és magyar átírás) |
| 21                                                                 | Kinmen megye                                                       | 金門縣                                                             | Jīnmén Xiàn                                                        | 94 911                                                             | 151,6560                                                           | Csincseng (Chincheng)                                               | 金城鎮                                                             | = tartományi szintű város (直轄市) = tartományi város (省轄市 or 市) = megye (縣) * A közigazgatási egység saját hivatalos átírása (Wade–Giles és magyar átírás) |
| 22                                                                 | Liencsiang megye (Lienchiang megye)                                | 連江縣                                                             | Liánjiāng Xiàn                                                     | 10 010                                                             | 28,8000                                                            | Nankan (Nangan)                                                     | 南竿鄉                                                             | = tartományi szintű város (直轄市) = tartományi város (省轄市 or 市) = megye (縣) * A közigazgatási egység saját hivatalos átírása (Wade–Giles és magyar átírás) |

## 2010. december 25-től érvényes változtatások
- Kaohsiung megye és Kaohsziung városa összeolvadt és tartományi szintű város lett.
- Tajcsung megye és Tajcsung városa összeolvadt és tartományi szintű város lett.
- Tajnan megye és Tajnan városa összeolvadt és tartományi szintű város lett.
- Taipei megye tartományi szintű városi rangot kapott és ezentúl Hszinpej (Xinbei)nek hívják.

## Hivatalos latin betűs átírás
A Kínai Köztársaság településeinek és közigazgatási egységeinek a megyei szint fölött a Wade–Giles átírás egy módosított formája a hivatalos átírási módja, mely figyelmen kívül hagyja az aposztrófokat és a kötőjeleket. Vannak kivételek, mint Keelung és Quemoy, mely a népszerű átírást követi. 2002-ben a tungjung pinjin átírást fogadta el a kormány, ennek ellenére a legtöbb város, a tartományok és a megyei szintű közigazgatási egységek megtartották a már megszokott latin betűs átírásukat. Tajpej és Tajcsung (Taichung) városában elfogadott a hanjü pinjin átírás, itt az utcák és közterületek neveit is így írják át. 2008-ban a tungjung pinjint hivatalosan is felváltotta a hanjü pinjin az egész országban.

## Fordítás
- Ez a szócikk részben vagy egészben  az   Administrative divisions of the Republic of China című angol Wikipédia-szócikk fordításán alapul.  Az eredeti cikk szerkesztőit annak laptörténete sorolja fel. Ez a jelzés csupán a megfogalmazás eredetét és a szerzői jogokat jelzi, nem szolgál a cikkben szereplő információk forrásmegjelöléseként.